# Айюб, Дауд
Дауд Айюб (сомал. Ayuub Daaud; род. 24 февраля 1990, Могадишо) — сомалийский футболист, нападающий, атакующий полузащитник. Выступал в сборной Сомали по футболу.

## Клубная карьера
Сын Дауда Хусейна, бывшего члена сборной Сомали по футболу. Родился в Сомали и переехал в Кунео (Италия) со своей семьей в возрасте пяти лет.
В 2000 году стал играть в молодёжном «Ювентусе» и дебютировал за команду «Примавера» (до 20 лет) в сезоне 2007—2008 годов. Входил в состав команды «Ювентус» на «турнире Виареджо» 2009 года, где его назвали одним из лучших футболистов турнира, так как он забил 20 голов.
14 марта 2009 года дебютировал в основной команде «Ювентус», заменив Себастьяна Джовинко на последних минутах матча с «Болоньей» в чемпионате Италии по футболу (Серия А).
6 августа 2009 года покинул «Ювентус» и перешёл в аренду в «Кротоне». Пережил тяжелые времена в этом итальянском клубе и впоследствии вернулся в «Ювентус» в январе следующего года. Затем был отдан в аренду клубу «Лумедзане» Высшего дивизиона Профессиональной лиги. 25 января 2011 года уехал в аренду в «Губбио».